# Alberto Quintero Medina
Alberto Quintero Medina   (Ciutat de Panamà, 18 de desembre de 1987) fou un futbolista panameny de la dècada de 2010.
Fou internacional amb la selecció de Panamà.
Pel que fa a clubs, destacà a FC Cartagena, Ontinyent CF, Lobos BUAP.